# Podofillotossina
La podofillotossina (PPT) è una tossina non alcaloide del gruppo dei lignani; è il principale componente della podofillina, la resina estratta dalle piante erbacee Podophyllum hexandrum e Podophyllum peltatum ed utilizzata nel trattamento dei condilomi acuminati e mollusco contagioso. Non è raccomandato nelle infezioni da HPV senza verruche esterne. Può essere applicato da un operatore sanitario o dalla persona stessa.
Si tratta di una tossina non alcaloide estratta dalle radici e dai rizomi della specie Podophyllum. È disponibile anche una forma meno raffinata nota come resina podophyllum, ma ha maggiori effetti collaterali.
La podofillotossina è inoltre il precursore farmacologico di due importanti farmaci antineoplastici, etoposide e teniposide.

## Usi clinici
La podofillotossina possiede un gran numero di applicazioni mediche, poiché è in grado di fermare la replicazione del DNA sia cellulare che virale legando gli enzimi necessari. Può inoltre destabilizzare i microtubuli e prevenire la divisione cellulare. A causa di queste interazioni è considerato un farmaco antimitotico. La podofillotossina ed i suoi derivati sono usati come agenti catartici, purganti, antivirali, vescicanti, antielmintici e antitumorali. Gli agenti antitumorali derivati dalla podofillotossina includono etoposide e teniposide. Questi farmaci sono stati utilizzati con successo nella terapia contro numerosi tumori tra cui i tumori ai testicoli, al seno, al pancreas, ai polmoni, allo stomaco e alle ovaie.
Derivati della podofillotossina che sono stati progettati per la loro capacità di combattere i tumori.
La crema alla podofillotossina è comunemente prescritta come potente antivirale topico. È usato per il trattamento delle infezioni da HPV con verruche esterne e infezioni da mollusco contagioso. La crema PPT è altamente efficace con effetti collaterali minimi, che sono tipicamente limitati a prurito, irritazione e arrossamento. La crema PPT allo 0,5% è prescritta per applicazioni due volte al giorno per 3 giorni seguiti da 4 giorni senza applicazione, questo ciclo settimanale viene ripetuto per 4 settimane. Può anche essere prescritto come gel, al contrario della crema.

## Effetti avversi
Gli effetti collaterali più comuni della crema alla podofillotossina sono tipicamente limitati all'irritazione del tessuto che circonda il sito di applicazione, inclusi bruciore, arrossamento, dolore, prurito, gonfiore. L'applicazione può essere immediatamente seguita da bruciore o prurito. Possono anche verificarsi piccole ferite, prurito e desquamazione della pelle, per questi motivi si consiglia di eseguire l'applicazione in modo da limitare il contatto con i tessuti circostanti non infetti.
Né la resina di podofillina né lozioni o gel di podofillotossina vengono utilizzati durante la gravidanza perché questi farmaci hanno dimostrato di essere embroytoxic sia nei topi che nei ratti. Inoltre, gli agenti antimitotici non sono generalmente raccomandati durante la gravidanza. Inoltre, non è stato determinato se la podofillotossina possa passare nel latte materno da applicazioni topiche e quindi non è raccomandata per le donne che allattano.
La crema di podofillotossina è sicura per uso topico; tuttavia, può causare depressione del sistema nervoso centrale e enterite se ingerito. La resina podophyllum da cui deriva la podofillotossina ha lo stesso effetto.

## Meccanismo d'azione
La podofillotossina destabilizza i microtubuli legando la tubulina e prevenendo così la divisione cellulare.
Al contrario, alcuni dei suoi derivati mostrano un'attività di legame con l'enzima topoisomerasi II (Topo II) durante la fase S tardiva e G2 iniziale. Ad esempio, l'etoposide lega e stabilizza la rottura temporanea del DNA causata dall'enzima, interrompe la riparazione della rottura attraverso la quale passa il DNA a doppia elica e di conseguenza arresta lo svolgimento e la replicazione del DNA. Mutanti resistenti alla podofillotossina o ai suoi derivati inibitori della topoisomerasi II come l'etoposide (VP-16), sono stati descritti in cellule di criceto cinese. I modelli di resistenza crociata che si escludono a vicenda di questi mutanti forniscono un mezzo altamente specifico per distinguere i due tipi di derivati della podofillotossina. Le cellule mutanti di criceto cinese resistenti alla podofillotossina sono colpite in una proteina P1 che è stata successivamente identificata come HSP60 dei mammiferi o proteina chaperonin. Inoltre, la podofillotossina è classificata come aritetralina lignan per la sua capacità di legare e disattivare il DNA. [30] Esso e i suoi derivati legano Topo II e impediscono la sua capacità di catalizzare il ricongiungimento del DNA che è stato rotto per la replicazione. Infine, prove sperimentali hanno dimostrato che questi aritetralina lignani possono interagire con fattori cellulari per creare addotti chimici del DNA, disattivando così ulteriormente il DNA.